# Faunalia

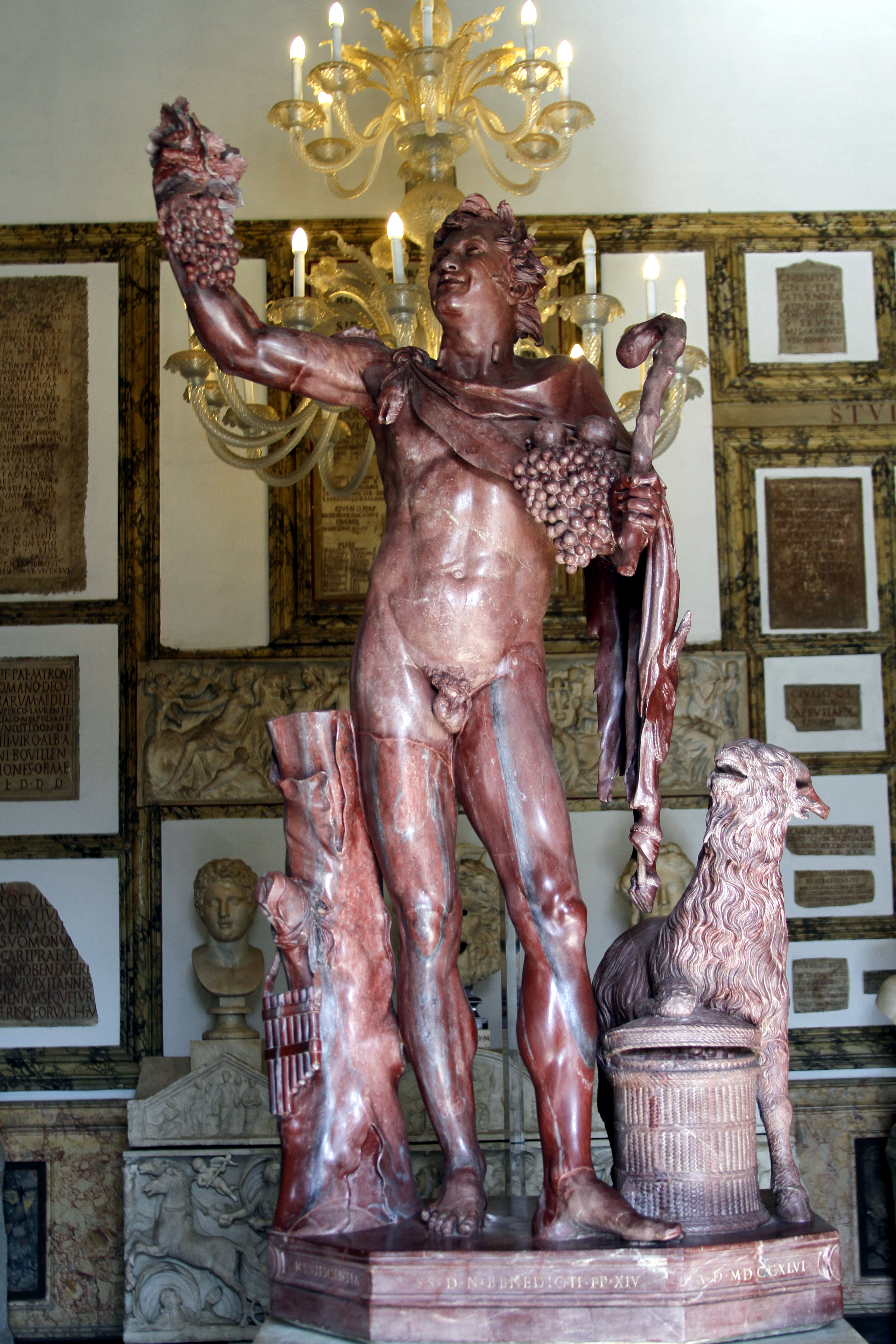
Rzeźba boga Fauna w Muzeach Kapitolińskich w Rzymie

Faunalia (wł. Faunàlia rustica) – pasterskie święto wiejskie Rzymian obchodzone ku czci Fauna jako bóstwa płodności.
Obchody tego święta w Italii w dniu 5 grudnia łączono ze składaniem ofiar, ucztami i zabawami.